# RS-67532
RS-67532 je antagonist 5-HT4 receptora.antipsihoticima.